# Leopold von Beckh-Widmannstetter
Leopold von Beckh-Widmannstetter (* 15. November 1841 in Graz; † 5. März 1903 in Wien) war ein österreichischer Historiker und Offizier.
Als der Offizier Beckh-Widmannstetter als Hauptmann des k.u.k. Steirischen Infanterie Regiments „Albert I. König der Belgier“ Nr. 27 in den Ruhestand trat, beschäftigte er sich mit Geschichtsschreibung und arbeitete als Archivar des Deutschritterordens. Er war auch Schriftführer des Historischen Vereines für die Steiermark. Im Jahr 1875 wurde er zum Korrespondenten der k.k. Central-Commission für die Steiermark ernannt, ab 1902 für Niederösterreich. Beckh-Widmannstetter wurde am Wiener Zentralfriedhof bestattet.

## Werke
- Ein Kampf ums Recht, 1884
- Die angebliche Belagerung von Graz und die Schlacht von Fernitz im Jahre 1532 als unhistorisch abgewiesen 1886
- Die Familie Widmannstetter seit 1668, 1887
- Rechtskämpfe seit Beginn des Jahrhunderts, erlebt von der steierischen Familie Beckh-Widmanstetter. Ursprung u. Folgen von Rechtsirrungen, hervorgerufen zumeist durch nichterkannte Irre. Budapest 1896. Digitalisat
- Kramny: Artikel-Autorenverzeichnis aus den Mittheilungen der k.k. Central-Commission zur Erforschung und Erhaltung der Baudenkmale. 1856–1906, S. 1.